# 朱中奎
朱中奎（1963年4月—），四川长宁人，中华人民共和国政治人物。中共十九大代表。

## 生平
1963年4月，朱中奎出生在四川省长宁县。
1979年2月，朱中奎在西藏自治区昌都地区江达县卡贡区（今卡贡乡）任职一名会计。1982年11月，朱中奎调入江达县财政局任职会计。1986年3月加入中国共产党。1987年6月，朱中奎升任江达县财政局局长。1993年12月，朱中奎转任昌都地区行署驻成都办事处昌都宾馆经理。1995年1月，朱中奎升任昌都地区行署驻成都办事处副主任兼昌都地区经济贸易开发总公司经理、副总经理。2001年11月，朱中奎调任昌都地区财政局党组副书记，次年4月起兼任局长。2007年6月，朱中奎调入中共昌都地委副秘书长，次年4月升任秘书长。2009年11月，朱中奎出任中共昌都地委委员、组织部部长。2012年1月，朱中奎升任中共昌都地委常务副书记、组织部部长。同年12月还兼任地委党校校长。
2014年2月，朱中奎升任中共西藏自治区党委副秘书长、区党委全面深化改革领导小组办公室副主任。
2015年7月，朱中奎调任中共阿里地委副书记、行署专员。2017年1月，朱中奎升任中共阿里地委书记。2021年9月30日，中国共产党西藏自治区委员会宣布对其免职，由段海接任。

### 落马
2021年10月13日，朱中奎涉嫌“严重违纪违法”，主动投案，接受西藏自治区纪委监委纪律审查和监察调查。
2022年4月23日，朱中奎遭到开除党籍、开除公职（双开）处分。4月27日，西藏自治区人民检察院对其进行逮捕。5月23日，朱中奎受贿案件由拉萨市人民检察院依法向拉萨市中级人民法院提起公诉。